# Esteban Chaves
Jhoan Esteban Chaves Rubio (Bogotá, 17 de janeiro de 1990) é um ciclista profissional colombiano. Desde 2014, compete para a equipe Orica-GreenEDGE.